# SURVIVAL WEDDING
『SURVIVAL WEDDING』（サバイバル・ウェディング）は、大橋弘祐の処女作となる長編恋愛小説である。2015年4月17日に文響社より刊行された。
寿退社翌日に婚約を破棄され復職した出版社勤務の29歳のOLが、新上司のファッション誌編集長の指示に従ってファッションブランドのマーケティング戦略を取り入れた恋愛テクニックを用いつつ、成功と失敗を重ねながら恋愛と人生を切り拓いていく姿を描く。
2018年6月22日に『サバイバル・ウェディング』と改題して同社より文庫化された。
2018年7月期に『サバイバル・ウェディング』のタイトルで日本テレビ系でテレビドラマ化された。
2018年8月3日に、『サバイバル・ウェディング2』が文響社より発売された。

## 概要
著者の大橋は、大手通信会社に勤務しながら、『夢をかなえるゾウ』の著者・水野敬也が自身のアトリエでの共同生活の形で開始した若手育成プロジェクトに初期メンバーとして参加し、2010年、32歳の時に本作の執筆を開始した。「それまでほとんど小説というものを読んだことがなかった」大橋は、参考になりそうなエンターテイメント小説を手当たり次第に読み、女心を知ろうと雑誌『an・an』を研究し、「設定とプロットが完璧」と語る『ロングバケーション』などテレビドラマや映画を参考にしつつ、週末や昼休み、会社帰りを利用して執筆を続け、30代半ばには水野の勧めで退職し、水野の指導の下で5年の年月をかけて完成させた。出版後にたちまち増刷がかかる、ヒット作品となった。
女性読者を意識して「ルイ・ヴィトン」や「エルメス」のファッションブランドマーケティングの例を用いつつ、冒頭の浮気が発覚するシーンなど著者自身の実話に基くエピソードも織り交ぜて、自己啓発書とエンターテイメント小説の二面を兼ね備えた『夢をかなえるゾウ』にならった、婚活に役立つノウハウを盛り込んだ実用的恋愛小説となっている。

## 書誌情報
単行本
- SURVIVAL WEDDING（サバイバル・ウェディング）：2015年4月17日、文響社、ISBN 978-4-905073-11-6
- サバイバル・ウェディング2：2018年8月3日、文響社、ISBN 978-4-86651-079-8

文庫本
- サバイバル・ウェディング：2018年6月22日、文響社、ISBN 978-4-86651-071-2

## テレビドラマ
『サバイバル・ウェディング』のタイトルで、日本テレビ系の土曜ドラマ枠で2018年7月14日から9月22日まで放送された。主演は波瑠。
半年後に結婚予定の29歳のヒロインが寿退社したその夜に婚約破棄され、元の職場に戻ろうとするが、新しい編集長の元で、実際に婚活しながら連載コラムを担当することになる。厳しい編集長のアドバイスを受けながら、元婚約者との復縁を考えたり、新しい出会いにときめいたり悩んだりしながら、結婚するまでの道のりを描く。

### キャスト

#### 文燈社
黒木さやか（くろき さやか）〈29 → 30〉
演 - 波瑠
本作の主人公。誕生日は6月20日。結婚のため7年勤めた文燈社を2018年3月に寿退社するが、その夜、婚約者・和也にいきなり婚約破棄を言い渡される。
退社の翌日、「週刊エッジ」の原田編集長に復職を懇願し、人気女性誌「riz」の宇佐美編集長に「半年以内に結婚する」の条件付きで拾われる。
退社前は男性誌「週刊エッジ」で「三ツ星B級グルメ」を担当していたが、「riz」では実際に婚活しながら連載コラム「サバイバルウェディング」を担当することになる。
仕事関係で知り合った祐一が気になる存在になる。婚約を破棄しながらも時々誘ってくる和也とは、第7話で本気で話し合い、きっぱり別れる。
第8話で祐一からプロポーズされる。
宇佐美博人（うさみ ひろと）〈41〉
演 - 伊勢谷友介
「riz」編集長。独身。かなりの偏屈主義者だが下戸。
文燈社への復職を懇請するさやかに、パワーハラスメントまがいの難題を突き付ける。
三浦多香子（みうら たかこ）〈29〉
演 - 高橋メアリージュン
「riz」編集者。さやかの同期。
永瀬と不倫関係だったが、第6話で関係を解消する。
奥園千絵梨（おくぞの ちえり）〈年齢不詳〉
演 - ブルゾンちえみ
「riz」のSNS担当編集部員。
杉優子（すぎ ゆうこ）〈38〉
演 - 須藤理彩
「riz」編集部員。5歳の娘がいるワーキングマザー。
中島鉄男（なかじま てつお）〈35〉
演 - 前野朋哉
「riz」編集部員。独身。
高橋涼太（たかはし りょうた）〈21〉
演 - 小越勇輝
「riz」編集部のアルバイト。
橋本マイ（はしもと まい）〈20〉
演 - ついひじ杏奈
「riz」編集部のアルバイト。
原田行正
演 - 矢柴俊博
「週刊エッジ」編集長。
中谷ユリ
演 - 立石晴香
さやかの後を引き継いで、「週刊エッジ」で「三ツ星B級グルメ」を担当する。

#### 「riz」の関係会社
柏木祐一（かしわぎ ゆういち）〈27〉
演  - 吉沢亮
広告代理店「宣究社」勤務。
柏木コーポレーションの御曹司で、周囲から「柏木王子」と呼ばれる。
谷原貴弘（たにはら たかひろ）〈33〉
演 - 山根和馬
広告代理店「宣究社」勤務。祐一の先輩。
栗原美里（くりはら みさと）〈25〉
演 - 奈緒
製薬会社「川村製薬」広報部勤務。
祐一をめぐってさやかと張り合う"戦略系愛され女子"。
永瀬義徳（ながせ よしのり）〈45〉
演 - 野間口徹
製薬会社「川村製薬」広報部 広報課長。

#### その他
石橋和也（いしばし かずや）〈31〉
演 - 風間俊介
さやかの元婚約者。商社マン。寿退社したさやかに浮気を指摘されて逆ギレし、結婚できないと突っぱねる。
子会社に出向になり、浮気相手の藤井カオリと別れ、さやかとは第7話できっぱり別れる。
藤井カオリ（ふじい かおり）〈25〉
演 - 石田ニコル
海外コスメブランドの美容部員。和也の浮気相手。和也が子会社に出向になり別れる。
村田英寿
演 - 松下洸平
和也の同僚。３話、5話、６話に短いシーンで和也と共に登場。
7話の冒頭、さやかに、リストラされた和也の様子を見てくるように頼む。
加奈
演 - 遼河はるひ（第6話）
永瀬の妻。「riz」編集部にやって来て、不倫相手の多香子に慰謝料を請求する。
柏木惣一（かしわぎ そういち）〈56〉
演 - 生瀬勝久
祐一の父。柏木コーポレーション社長。
柏木小百合
演 - 羽田美智子
祐一の母。
黒木美恵子（くろき みえこ）〈55〉
演 - 財前直見
さやかの母。博多在住。
マスター〈43〉
演 - 荒川良々
「riz」編集部員行きつけのバー「クリフ」のマスター。
伝説のイラストレーターと言われた「439（よさく）」本人。

### スタッフ
- 原作 - 大橋弘祐『SURVIVAL WEDDING』（文響社）
- 脚本 - 衛藤凛
- 音楽 - 木村秀彬
- 主題歌 - C&K「ドラマ」 （ユニバーサルミュージック / EMI Records）[11]
- 映像協力 - 「ニクいよっ! カルビくん」dwarf（ティー・ワイ・オー ドワーフ事業部）
- コマ撮りアニメーション - dwarf[12]
- チーフプロデューサー - 池田健司
- プロデューサー - 鈴間広枝、大倉寛子
- 演出 - 佐藤東弥、小室直子、水野格
- 制作協力 - AXON
- 製作著作 - 日本テレビ

### 放送日程
| 各話                                                                        | 放送日  | サブタイトル                                | ラテ欄                                        | 演出     | 視聴率 |
| --------------------------------------------------------------------------- | ------- | ------------------------------------------- | --------------------------------------------- | -------- | ------ |
| 第1話                                                                       | 7月14日 | ドン底女、立ち上がれ! 幸せつかむ戦い始まる! | スパルタ指導でドン底女が人生逆転!?            | 佐藤東弥 | 10.4%  |
| 第2話                                                                       | 7月21日 | 脱! 元カレ底なし沼なるか!? ついに王子登場   | ドツボの元カレ呪縛!? 王子様が登場!!           | 佐藤東弥 | 10.8%  |
| 第3話                                                                       | 7月28日 | 打倒!! 愛され系女子!!で 大変身なるか!?      | 修羅場!!まさかの再会と王子様の秘密            | 佐藤東弥 | 07.6%  |
| 第4話                                                                       | 8月04日 | 王子と急接近!? 波乱の30歳バースデー!!       | ピンチ!!王子様に大失態&波乱の誕生日           | 小室直子 | 07.8%  |
| 第5話                                                                       | 8月11日 | 成功なるか!? ボディメイクと初デート!!       | 夏のダイエット作戦!! 完璧ボディで王子とデート | 水野格   | 09.1%  |
| 第6話                                                                       | 8月18日 | 王子VS編集長!! 親友のピンチを救えるか!?     | ピンチ続発王子VS編集長!! 親友が不倫!?元彼失踪 | 佐藤東弥 | 09.1%  |
| 第7話                                                                       | 9月01日 | ついに王子と恋人に!? 元カレの素顔とは?      | パワースポットで王子様と急接近 ついに恋人に!? | 小室直子 | 09.7%  |
| 第8話                                                                       | 9月08日 | まさかの展開!! 王子様からプロポーズ!?       | 急展開…!!上京母の涙で王子様からプロポーズ!?   | 水野格   | 07.4%  |
| 第9話                                                                       | 9月15日 | マリッジブルー!? 王子インドに永住宣言!!     | 波乱!!幸せの絶頂から一転…王子インドに永住!?   | 佐藤東弥 | 08.0%  |
| 最終話                                                                      | 9月22日 | 結婚か? 仕事か? 幸せはどっちだ!?            | 決断の時…結婚か仕事か?幸せはどっちだ!?        | 佐藤東弥 | 08.4%  |
| 平均視聴率 8.8%（視聴率はビデオリサーチ調べ、関東地区・世帯・リアルタイム） |         |                                             |                                               |          |        |

- 第1話は、22時 - 23時9分の15分拡大放送。
- 8月25日は、「24時間テレビ 41」放送のため休止。

| 日本テレビ系 土曜ドラマ                                   | 日本テレビ系 土曜ドラマ                              | 日本テレビ系 土曜ドラマ                               |
| 前番組                                                    | 番組名                                               | 次番組                                                |
| --------------------------------------------------------- | ---------------------------------------------------- | ----------------------------------------------------- |
| Missデビル 人事の悪魔・椿眞子 （2018年4月14日 - 6月16日） | サバイバル・ウェディング （2018年7月14日 - 9月22日） | ドロ刑 -警視庁捜査三課- （2018年10月13日 - 12月15日） |